# Infiniti G
Infiniti G — спортивні автомобілі, що вироблялися компанією Infiniti з 1991 по 2016 рік.

## Infiniti G20 P10 (1991-1996)

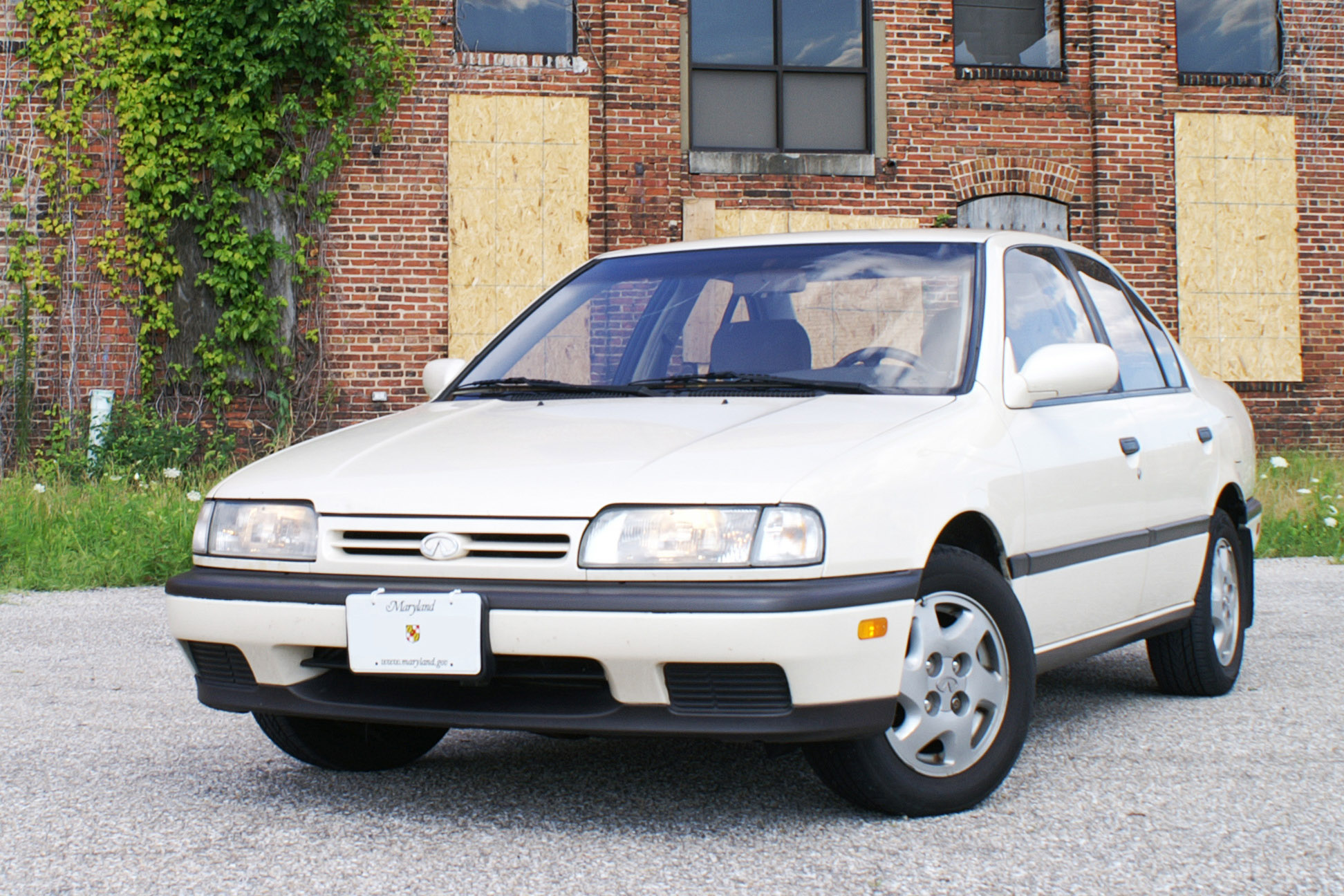
Infiniti G20

Infiniti G20 являла собою модернізовану версію Nissan Primera першого покоління з 2,0 літровим бензиновим двигуном SR20DE потужністю 140 к.с. (100 кВт) та крутним моментом 179 Нм. Автомобіль пропонувався з переднім приводом, 5-ст. МКПП або 4-ст. АКПП і виключно з кузовом седан.

## Infiniti G20 P11 (1998-2002)

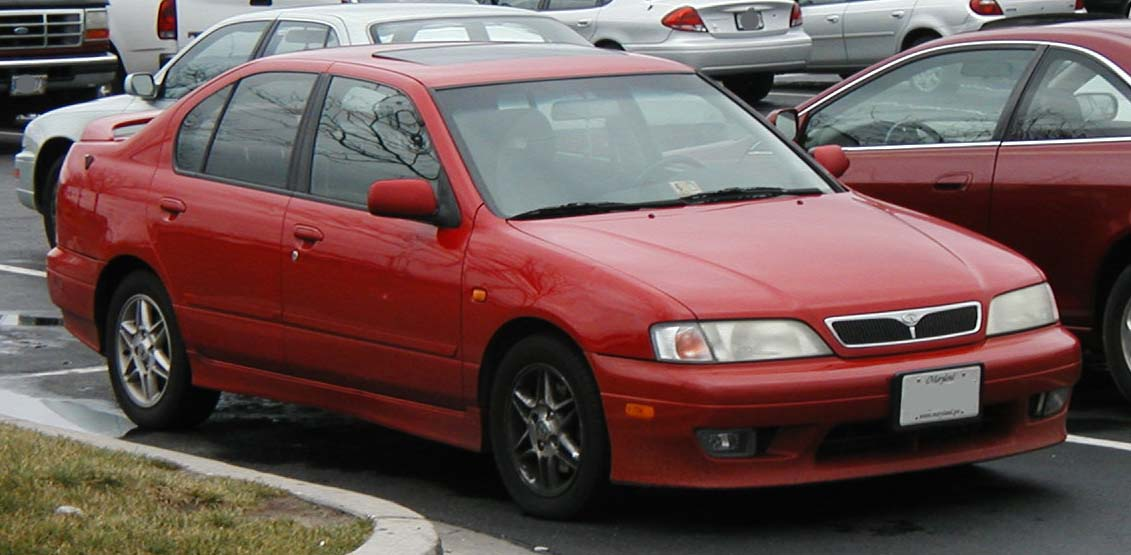
Infiniti G20

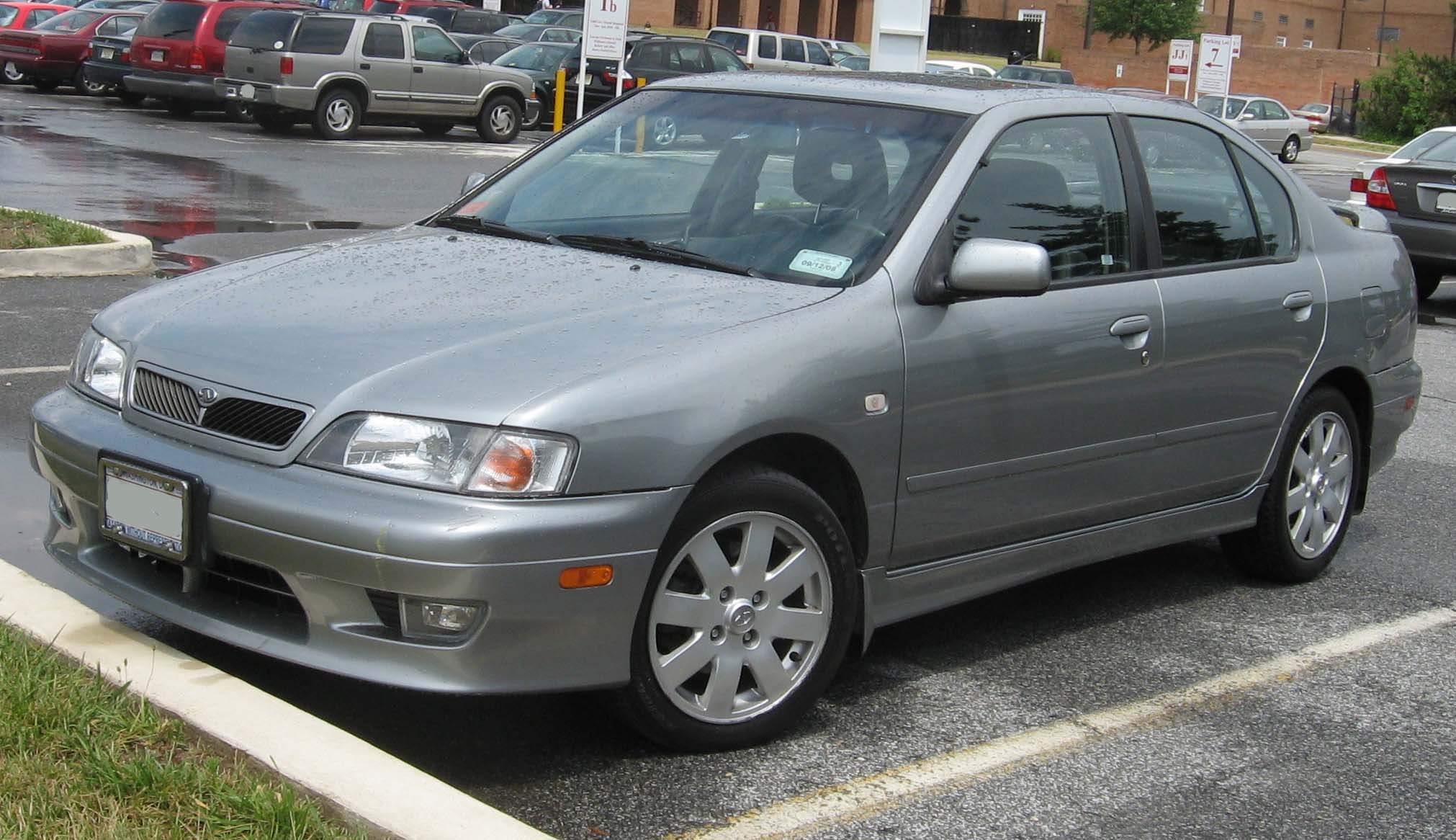
Infiniti G20T

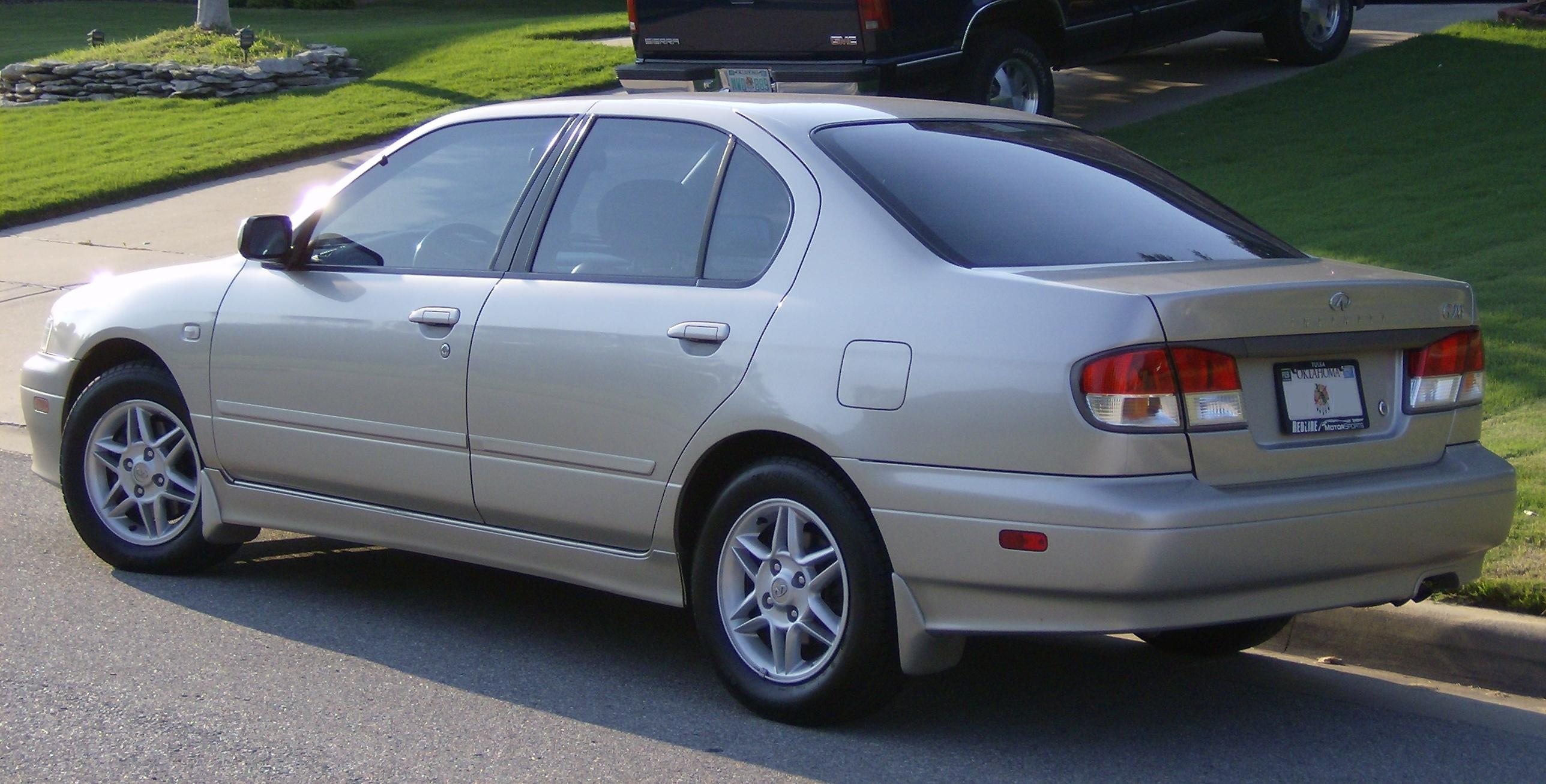
Infiniti G20

Infiniti G20 - це модернізована версія Nissan Primera другого покоління з 2,0 літровим бензиновим двигуном SR20DE потужністю 145 к.с. (108 кВт) та крутним моментом 184 Нм. Автомобіль пропонувався з переднім приводом, 5-ст. МКПП або 4-ст. АКПП і виключно з кузовом седан.
Є версія touring (G20t) - трохи більш спортивна, з диференціалом підвищеного тертя, на нижчій гумі і з спойлером на кришці багажника.

### Двигуни
- 2.0L SR20DE I4 140 к.с. (1998–1999)
- 2.0L SR20DE I4 145 к.с. (1999–2002)

## Infiniti G35 V35/CV35 (2003-2007)

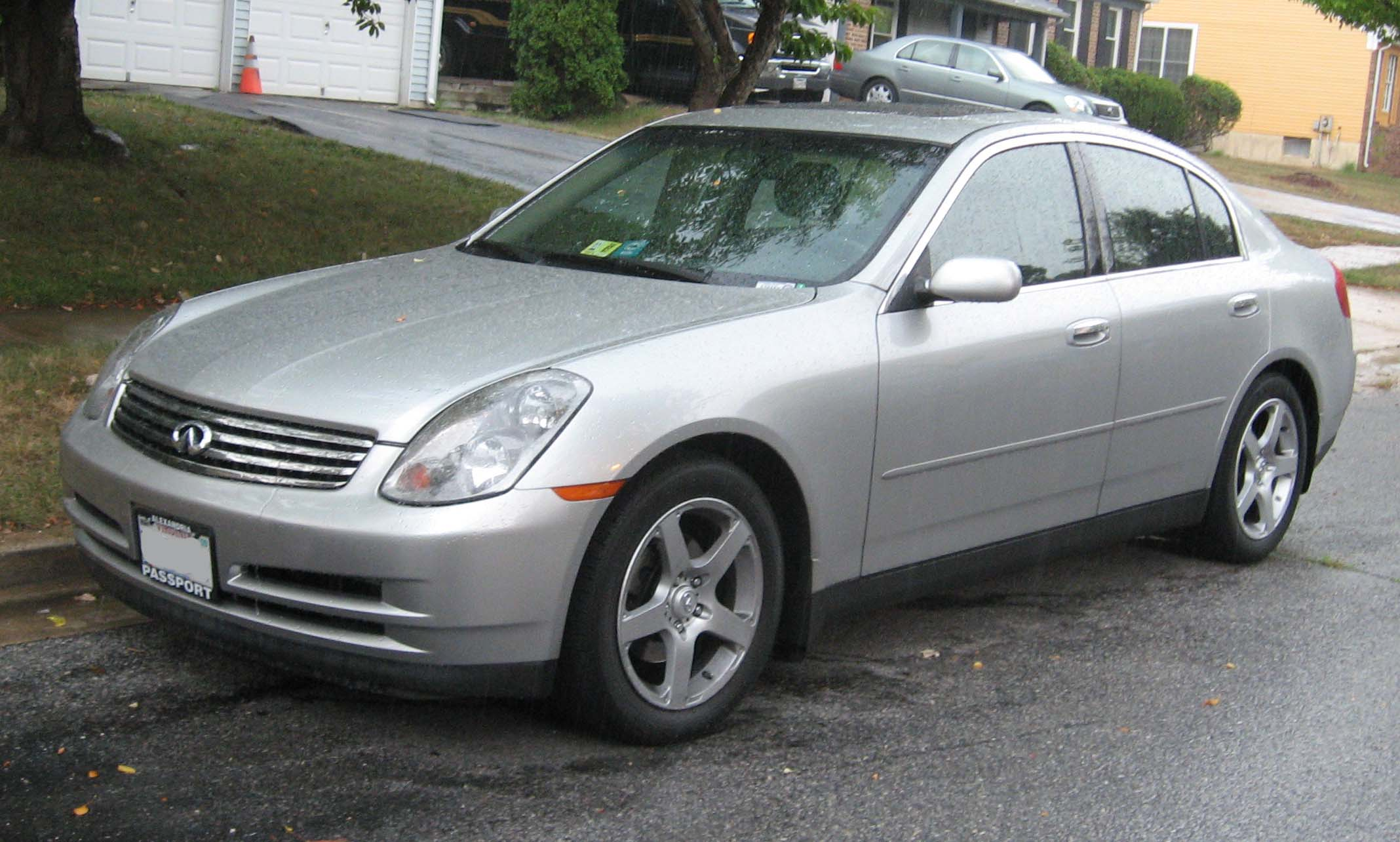
Infiniti G35 седан

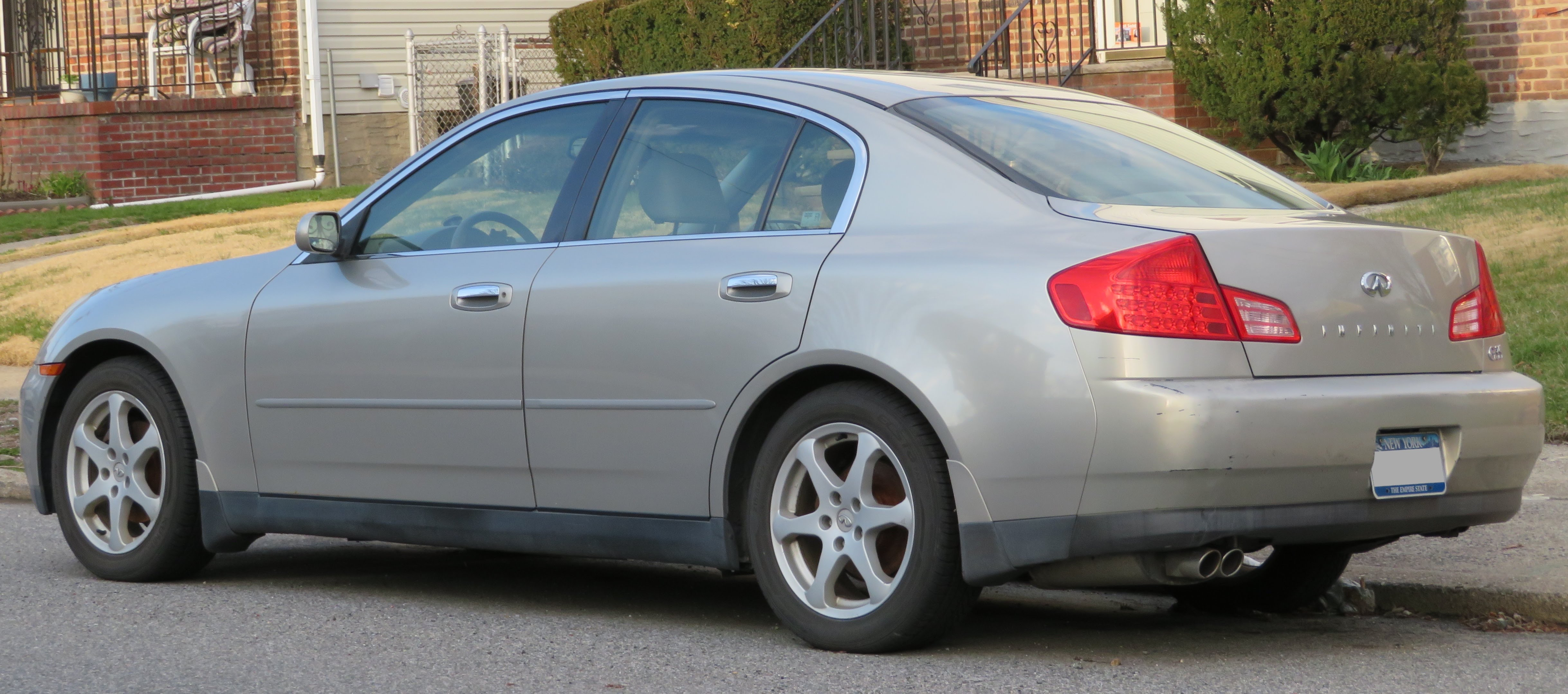
Infiniti G35 седан

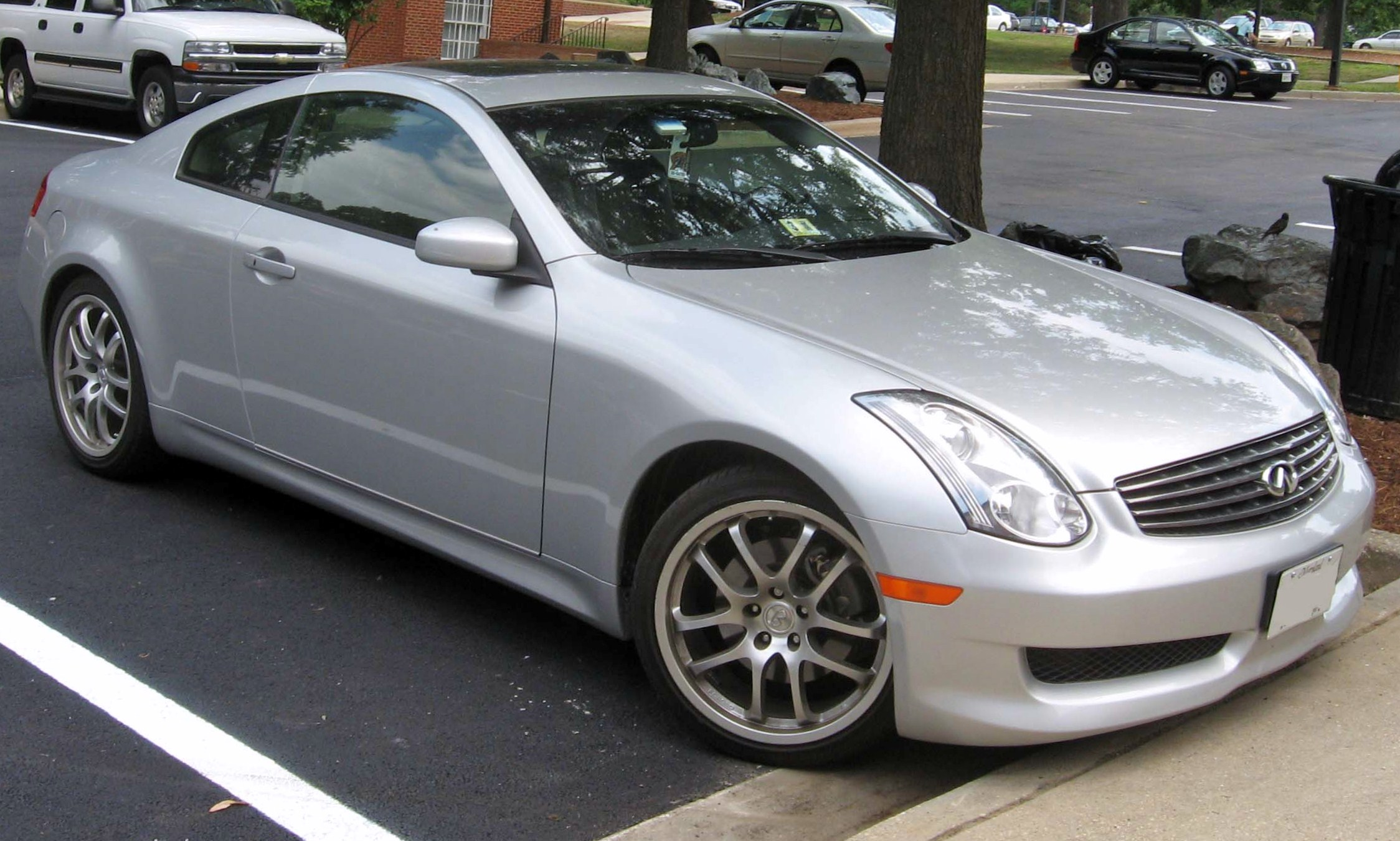
Infiniti G35 купе

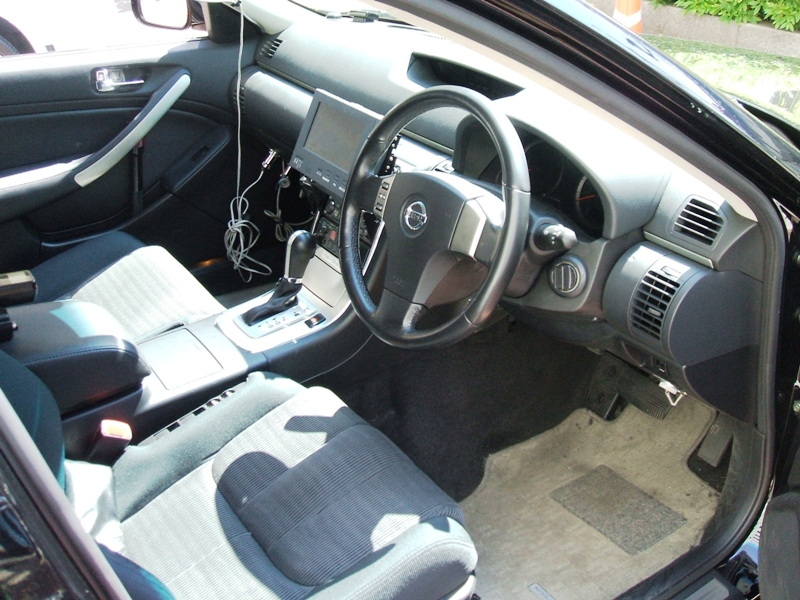

Infiniti G35 - це модернізована версія Nissan Skyline з кузовом седан або купе з 3,5 літровим бензиновим двигуном VQ35DE різної потужності (для седана потужність становить 261 к.с. (195 кВт), крутний момент 350 Нм, для купе 282 к.с. (210 кВт), 365 Нм), 6-ст. МКПП або 5-ст. АКПП, приводом на задні колеса або повним приводом.
У 2005 році двигуни модернізували, тепер потужність 3,5 літрової V6 склала 298 к.с. (222 кВт), крутний момент 350 Нм для версії з механічною коробкою передач, та 282 к.с. (210 кВт), 365 Нм для версії з автоматичною коробкою передач, як для седана так і для купе.

### Двигуни
- 3.5 л VQ35DE V6 261 к.с.
- 3.5 л VQ35DE V6 282 к.с.
- 3.5 л VQ35DE V6 298 к.с.

## Infiniti G25/G35/37 V36/CV36 (2006-2015)

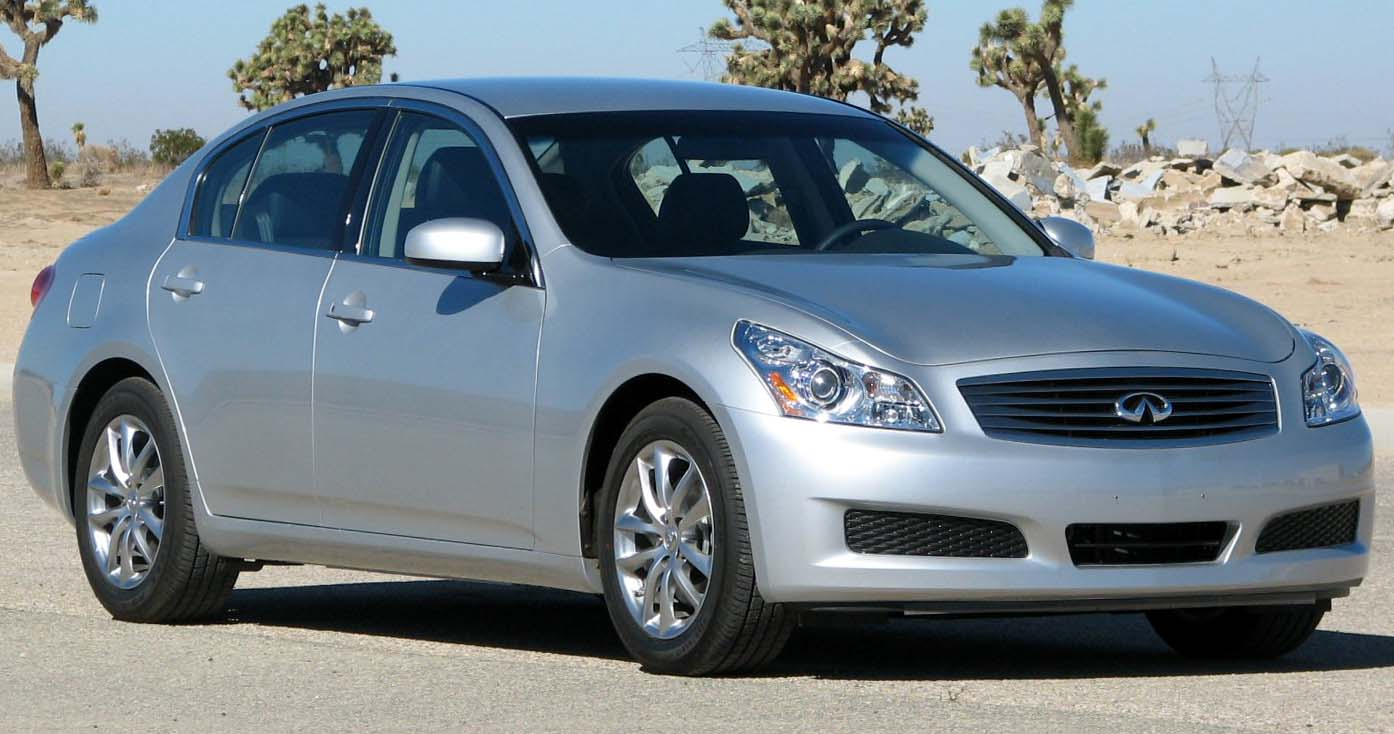
Infiniti G35 (2006-2010)

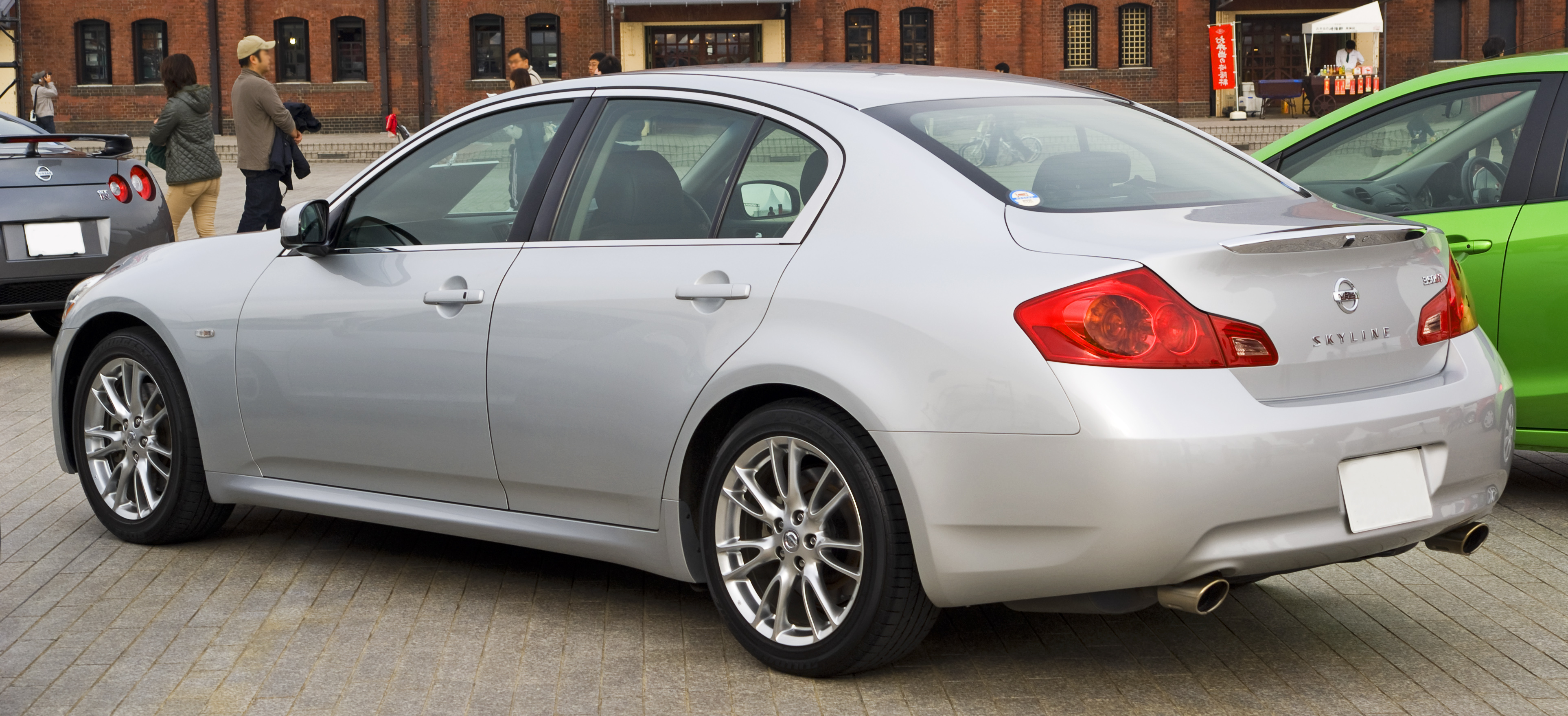
Nissan V36 Skyline

Infiniti G в кузові V36/CV36 є четвертим поколінням G-серії. В Японії її аналогом є Nissan Skyline. Автомобіль в кузові седан продається в США з листопада 2006 року, купе з серпня 2007 року і кабріолет доступний, починаючи з червня 2009 року.
Автомобілі Infiniti G виглядають дуже елегантно. Кузов з тонколистового, блискучого металу з хромованими акцентами виглядає як дорогий костюм, пошитий на замовлення. Передня частина автомобіля відмічена емблемою компанії на решітці радіатора. У сутінках автомобіль виділяють стандартні біксенонові фари та хвостові LED вогні. Купе та кабріолет Infiniti G оснащуються 19-дюймовими дисками. Обидві моделі можна замовити у варіанті IPL з більш агресивною стилізацією, бічними порогами та заднім спойлером. 
Незалежно від комплектації автомобілі G постачаються з пристойною базою, до якої входять: шкіряні сидіння, шкіряне рульове колесо, центральний замок з брелоком, кнопкове запалювання, аудіосистема на шість динаміків з допоміжним аудіо роз’ємом для MP3 плеєру, двозонний автоматичний клімат-контроль, вісім режимів налаштування водійського сидіння, чотири режими налаштування пасажирського сидіння та біксенонові фари. Опції, запропоновані автовиробником, розподілені по «Premium», «Navigation» та «Technology» пакетам. Серед їх переліку зустрічаються преміум аудіосистема Bose, система визначення дистанції за допомогою сонара, навігаційна система з 3D графікою та функцією розпізнавання голосу, адаптивний круїз-контроль, спортивна підвіска та водійське сидіння з 12 режимами налаштування.

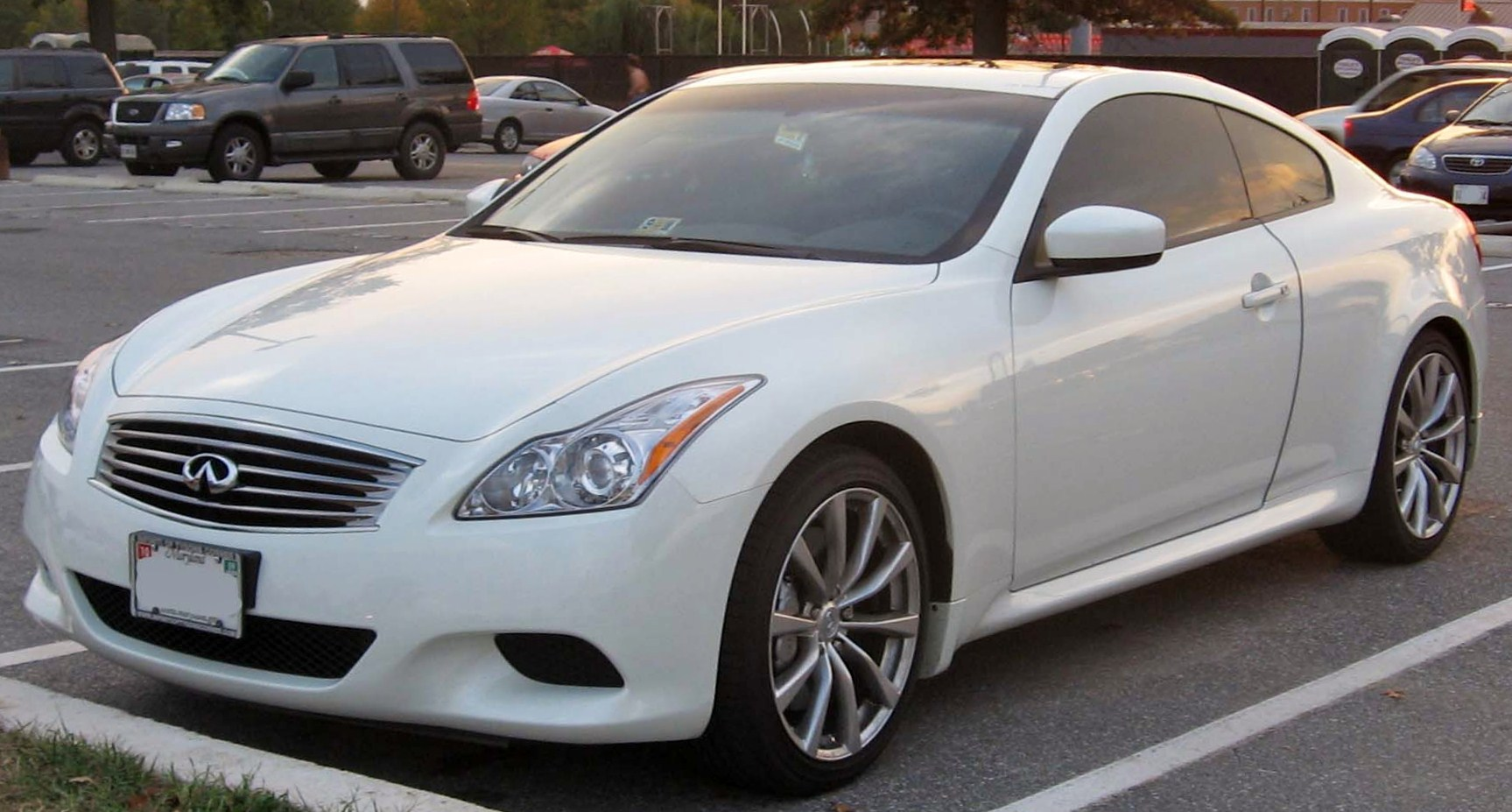
Infiniti G37 Sport
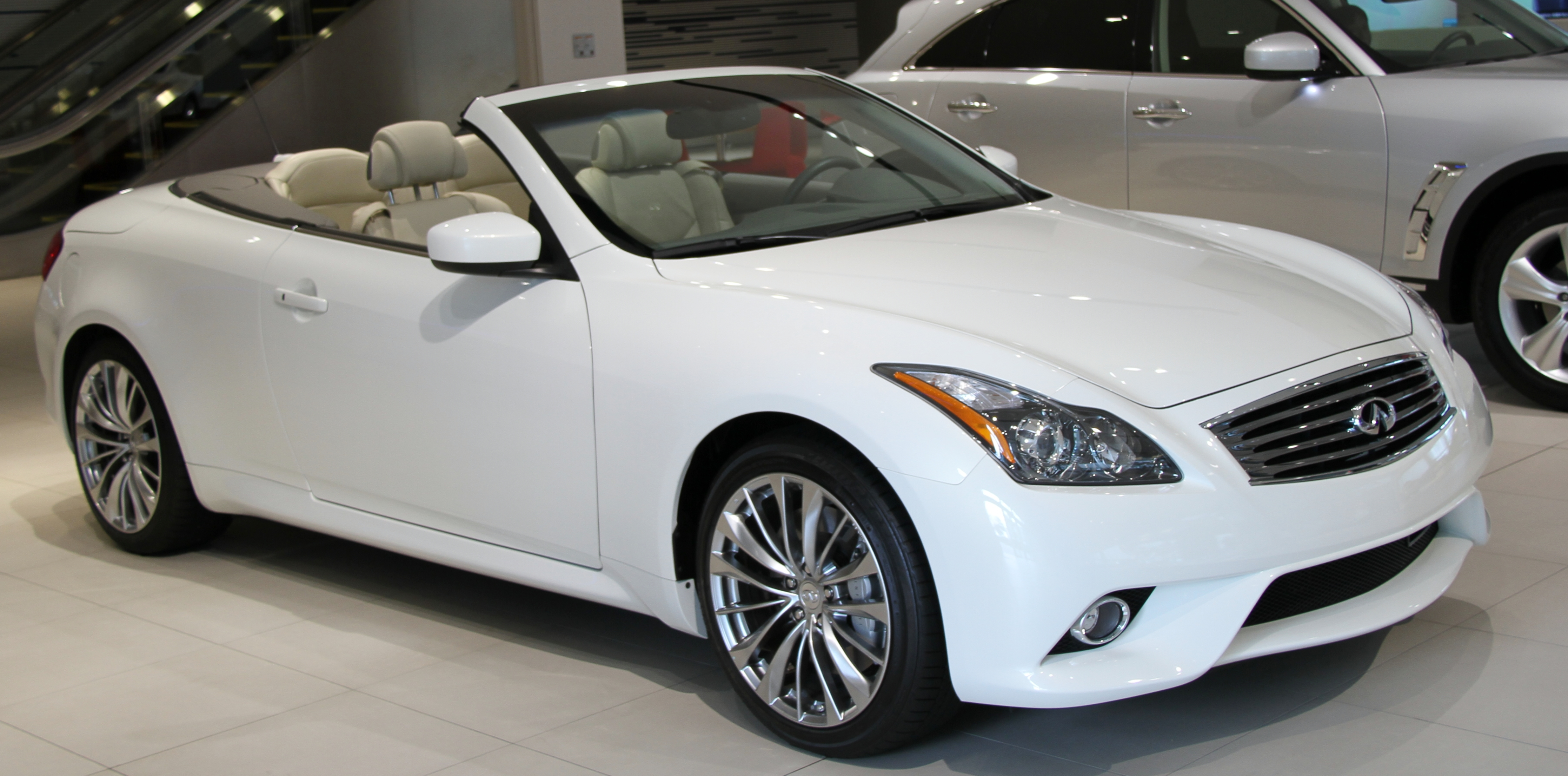
Infiniti G37S Convertible
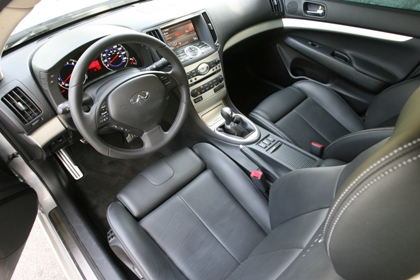
Салон Infiniti G35

### Фейсліфтинг 2010

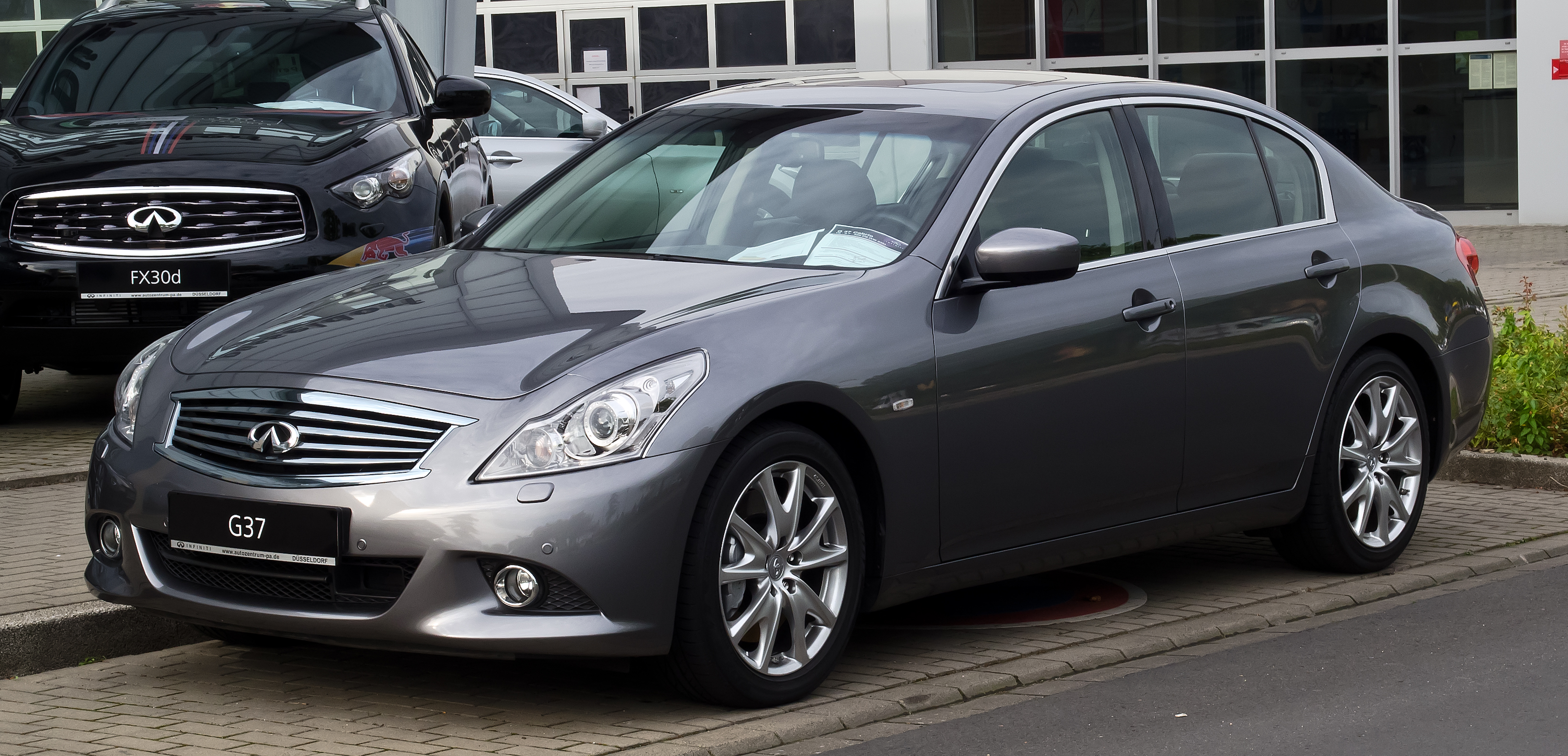
Infiniti G37 S (з 2010)

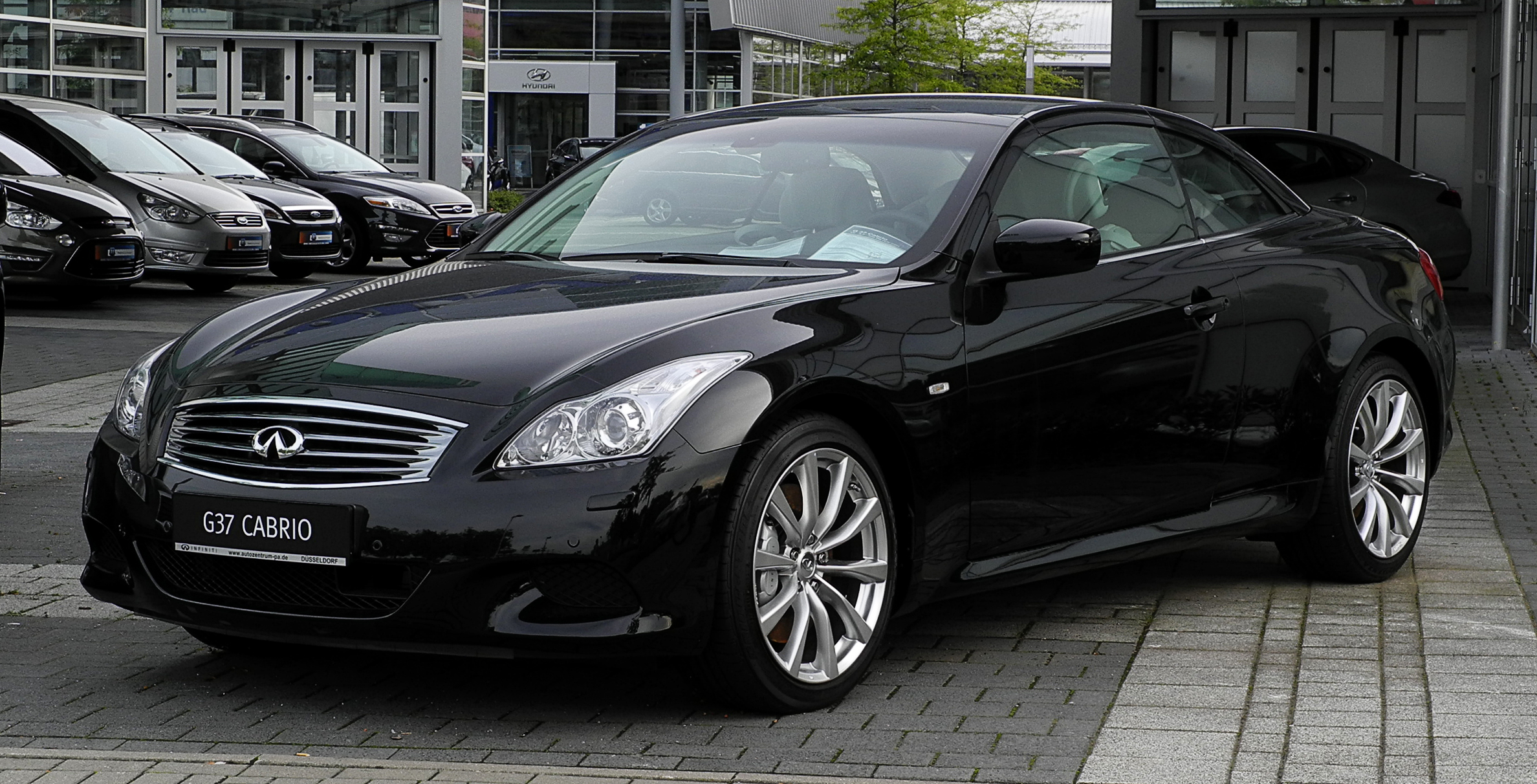
Infiniti G37 Convertible GT Premium (з 2010)

У січні 2010 року почалися продажі модернізованої моделі. В автомобілі з кузовом седан змінилася решітка радіатора, передній бампер з інтегрованими протитуманними фарами.
В автомобілі почали встановлювати підрулюючі задні колеса і 7-ст. АКПП замість 5-ст. АКПП.

#### G25 (2011-2012)
На Паризькому автосалоні 2010 року представлено Infiniti G25 в кузові седан з новим бензиновим двигуном 2,5-літровий V6 VQ25HR потужністю 222 к.с. (163 кВт), крутним моментом 253 Нм. Автомобіль почав продаватись з 2011 року, однак через низьку популярність його знімуть з виробництва в кінці 2012 року.

#### IPL G37 Coupe

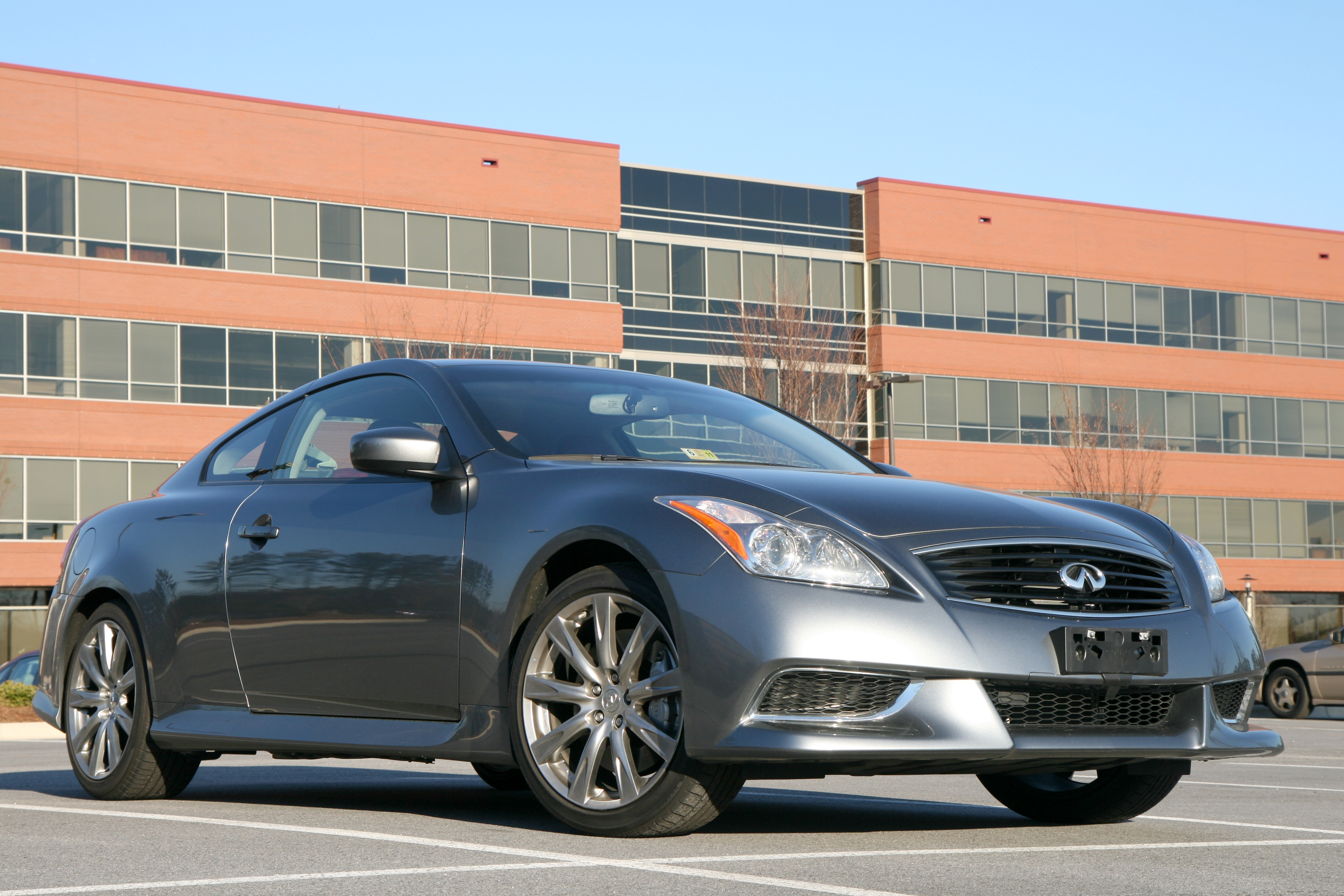
Infiniti IPL G37 Coupe

Восени 2010 року Infiniti представила свій новий спортивний підрозділ Infiniti Performance Line, який займатиметься доводкою серійних автомобілів. Модель Infiniti IPL G37 Coupe дебютувала на Паризькому автосалоні 2010 року і отримала модернізований двигун 3,7 л V6 потужністю 348 к.с., крутним моментом 374 Нм, більш агресивний обвіс кузова, нові колеса, налаштовану для кращої керованості підвіску та ще кілька невеликих правок.

### Двигуни
- 3.5 л VQ35HR V6 306 к.с. (2006–2008 sedan)
- 3.7 л VQ37VHR V6 330 к.с. (2007–2015 coupe)
- 3.7 л VQ37VHR V6 328 к.с. (2009-2015 sedan)
- 3.7 л VQ37VHR V6 348 к.с. (2010–2015 IPL coupe)
- 2.5 л VQ25HR V6 218 к.с. (2010–2012 sedan)

## Infiniti Q50/Q60 (2013-2024)

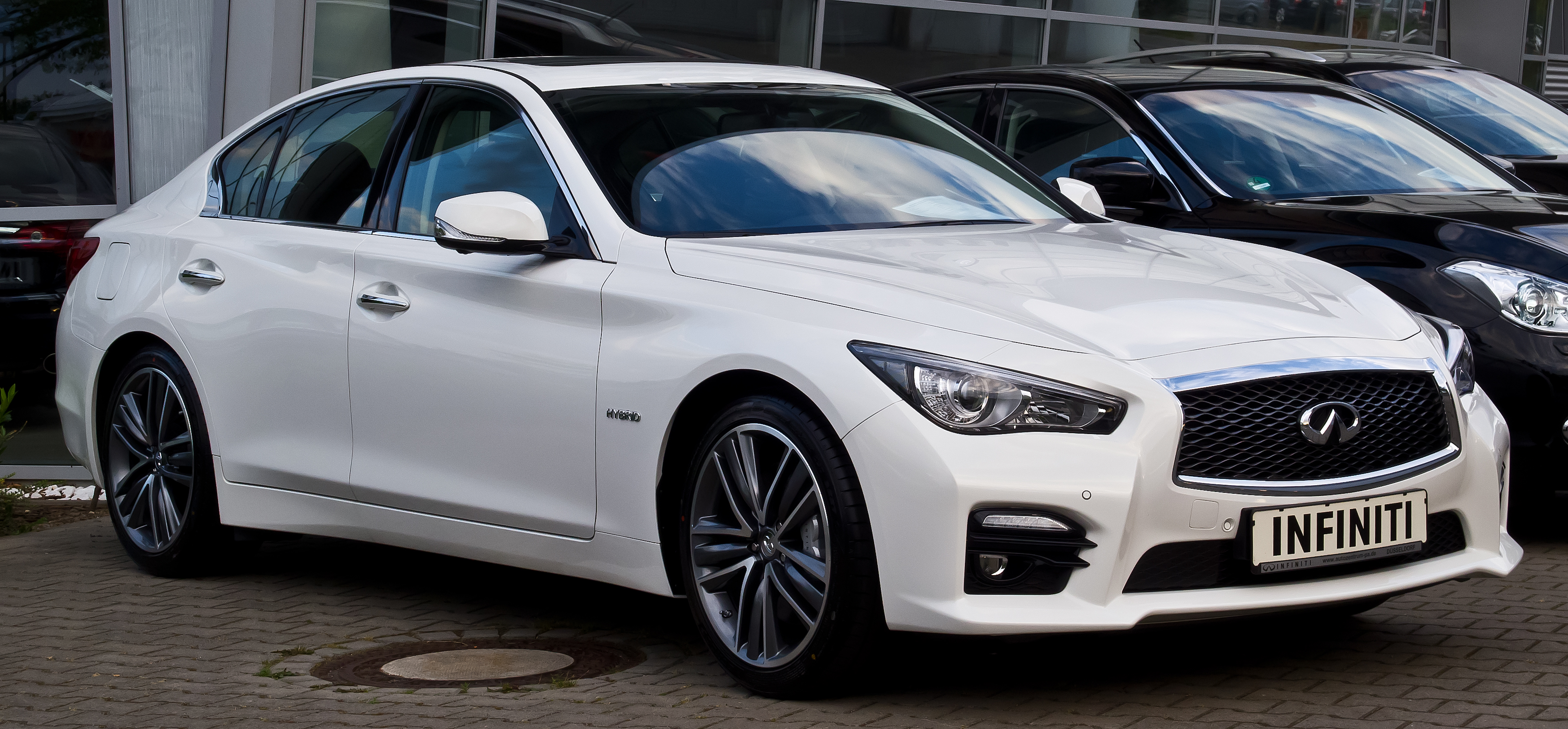
Infiniti Q50 S HYBRID

На автосалоні в Детройті 2013 року представлено п'яте покоління G-серії, яке отримало назву Infiniti Q50. У моторній гаммі з'явилися чотирьохциліндровий турбомотор від Мерседеса C-класу і модернізований двигун V6 3,7 л. У продаж седан надійшов навесні 2013 року.

## Продажі в США по роках
| 1990   | 1991   | 1992   | 1993   | 1994   | 1995   | 1996   | 1997   | 1998   | 1999   |
| ------ | ------ | ------ | ------ | ------ | ------ | ------ | ------ | ------ | ------ |
| —      | 13,929 | 14,592 | 16,545 | 17,248 | 16,818 | 13,467 | —      | 7,217  | 16,108 |
| 2000   | 2001   | 2002   | 2003   | 2004   | 2005   | 2006   | 2007   | 2008   | 2009   |
| 13,095 | 11,513 | 40,535 | 64,730 | 71,177 | 68,728 | 60,471 | 71,809 | 64,181 | 47,174 |
| 2010   | 2011   | 2012   | 2013   | 2014   | 2015   | 2016   | 2017   | 2018   | 2019   |
| 58,143 | 58,246 | 59,844 | —      | —      | —      | —      | —      | —      | —      |